# Брон, Владимир Акимович
Влади́мир Аки́мович Брон (14 сентября 1909, Николаев, Николаевское градоначальство, Херсонская губерния, Российская империя — 1 октября 1985, Свердловск, РСФСР, СССР) — советский шахматный композитор. Международный гроссмейстер и судья международной категории по шахматной композиции. Сильный шахматист I категории, впоследствии кандидат в мастера спорта.

## Биография
В 1931 году окончил Ленинградский химико-технологический институт.
Основная профессия: специалист по огнеупорным материалам («Химия и технология высокоогнеупорных материалов и окислов»), доктор технических наук с 1963 г., автор двух монографий и более 250 научных работ в этой области (в том числе совместно с учениками). Разработал ряд принципиально новых технологических процессов изготовления огнеупорных материалов (в том числе с заранее заданными свойствами).
Начал составлять этюды и задачи в 1924 году в Харькове. Вскоре стал первым крупным этюдистом Украины, немало сделал для организации и развития украинской этюдной школы. После войны жил в Свердловске. Брон — автор более 500 этюдов и почти 600 задач (преимущественно трёхходовок). Около 300 этюдов и задач Брона получили отличия на шахматных конкурсах, в том числе 130 призов (более 50 — первых, и почти 50 — вторых). В 1946 г. предложил и разработал «последовательный синтез в этюде» (в конце первой темы борьба обостряется и решается в комбинации на вторую тему).
Умер 1 октября 1985 года в Свердловске. Похоронен на Широкореченском кладбище города.
В память о земляке в мае 2009 года в Екатеринбурге был проведен Мемориальный конкурс «Владимиру Брону — 100».

## Турнирные достижения
С 1930 года занимался в Харьковском шахматном клубе под руководством А. А. Алехина. В 1935 году стал бронзовым призёром чемпионата ДСО «Наука», на очко отстав от победителей турнира С. В. Белавенца и Г. Н. Вересова. В чемпионате Украинской ССР 1937 года занял 5-е место. В 1943 году в первенстве Свердловска занял 4-е место и смог выиграть у победителя турнира гроссмейстера И. Е. Болеславского. Далее отошёл от практической игры ввиду занятости на основной работе.

## Избранные этюды
Диапазон тем этюдов Брона чрезвычайно велик. Отличительная особенность его творчества — высокое мастерство и тщательность художественного оформления этюдных идей. В послевоенный период любимой темой творчества Брона был синтез различных этюдных идей в одном произведении.
|   | a | b | c | d | e | f | g | h |   |
| - | --- | --- | --- | --- | --- | --- | --- | --- | - |
| 8 | f8 чёрный ферзь · c7 белая ладья · f6 чёрная пешка · b5 чёрный король · f5 белый конь · c4 чёрная пешка · e4 белая пешка · c3 белая пешка · c2 белый король | f8 чёрный ферзь · c7 белая ладья · f6 чёрная пешка · b5 чёрный король · f5 белый конь · c4 чёрная пешка · e4 белая пешка · c3 белая пешка · c2 белый король | f8 чёрный ферзь · c7 белая ладья · f6 чёрная пешка · b5 чёрный король · f5 белый конь · c4 чёрная пешка · e4 белая пешка · c3 белая пешка · c2 белый король | f8 чёрный ферзь · c7 белая ладья · f6 чёрная пешка · b5 чёрный король · f5 белый конь · c4 чёрная пешка · e4 белая пешка · c3 белая пешка · c2 белый король | f8 чёрный ферзь · c7 белая ладья · f6 чёрная пешка · b5 чёрный король · f5 белый конь · c4 чёрная пешка · e4 белая пешка · c3 белая пешка · c2 белый король | f8 чёрный ферзь · c7 белая ладья · f6 чёрная пешка · b5 чёрный король · f5 белый конь · c4 чёрная пешка · e4 белая пешка · c3 белая пешка · c2 белый король | f8 чёрный ферзь · c7 белая ладья · f6 чёрная пешка · b5 чёрный король · f5 белый конь · c4 чёрная пешка · e4 белая пешка · c3 белая пешка · c2 белый король | f8 чёрный ферзь · c7 белая ладья · f6 чёрная пешка · b5 чёрный король · f5 белый конь · c4 чёрная пешка · e4 белая пешка · c3 белая пешка · c2 белый король | 8 |
| 7 | f8 чёрный ферзь · c7 белая ладья · f6 чёрная пешка · b5 чёрный король · f5 белый конь · c4 чёрная пешка · e4 белая пешка · c3 белая пешка · c2 белый король | f8 чёрный ферзь · c7 белая ладья · f6 чёрная пешка · b5 чёрный король · f5 белый конь · c4 чёрная пешка · e4 белая пешка · c3 белая пешка · c2 белый король | f8 чёрный ферзь · c7 белая ладья · f6 чёрная пешка · b5 чёрный король · f5 белый конь · c4 чёрная пешка · e4 белая пешка · c3 белая пешка · c2 белый король | f8 чёрный ферзь · c7 белая ладья · f6 чёрная пешка · b5 чёрный король · f5 белый конь · c4 чёрная пешка · e4 белая пешка · c3 белая пешка · c2 белый король | f8 чёрный ферзь · c7 белая ладья · f6 чёрная пешка · b5 чёрный король · f5 белый конь · c4 чёрная пешка · e4 белая пешка · c3 белая пешка · c2 белый король | f8 чёрный ферзь · c7 белая ладья · f6 чёрная пешка · b5 чёрный король · f5 белый конь · c4 чёрная пешка · e4 белая пешка · c3 белая пешка · c2 белый король | f8 чёрный ферзь · c7 белая ладья · f6 чёрная пешка · b5 чёрный король · f5 белый конь · c4 чёрная пешка · e4 белая пешка · c3 белая пешка · c2 белый король | f8 чёрный ферзь · c7 белая ладья · f6 чёрная пешка · b5 чёрный король · f5 белый конь · c4 чёрная пешка · e4 белая пешка · c3 белая пешка · c2 белый король | 7 |
| 6 | f8 чёрный ферзь · c7 белая ладья · f6 чёрная пешка · b5 чёрный король · f5 белый конь · c4 чёрная пешка · e4 белая пешка · c3 белая пешка · c2 белый король | f8 чёрный ферзь · c7 белая ладья · f6 чёрная пешка · b5 чёрный король · f5 белый конь · c4 чёрная пешка · e4 белая пешка · c3 белая пешка · c2 белый король | f8 чёрный ферзь · c7 белая ладья · f6 чёрная пешка · b5 чёрный король · f5 белый конь · c4 чёрная пешка · e4 белая пешка · c3 белая пешка · c2 белый король | f8 чёрный ферзь · c7 белая ладья · f6 чёрная пешка · b5 чёрный король · f5 белый конь · c4 чёрная пешка · e4 белая пешка · c3 белая пешка · c2 белый король | f8 чёрный ферзь · c7 белая ладья · f6 чёрная пешка · b5 чёрный король · f5 белый конь · c4 чёрная пешка · e4 белая пешка · c3 белая пешка · c2 белый король | f8 чёрный ферзь · c7 белая ладья · f6 чёрная пешка · b5 чёрный король · f5 белый конь · c4 чёрная пешка · e4 белая пешка · c3 белая пешка · c2 белый король | f8 чёрный ферзь · c7 белая ладья · f6 чёрная пешка · b5 чёрный король · f5 белый конь · c4 чёрная пешка · e4 белая пешка · c3 белая пешка · c2 белый король | f8 чёрный ферзь · c7 белая ладья · f6 чёрная пешка · b5 чёрный король · f5 белый конь · c4 чёрная пешка · e4 белая пешка · c3 белая пешка · c2 белый король | 6 |
| 5 | f8 чёрный ферзь · c7 белая ладья · f6 чёрная пешка · b5 чёрный король · f5 белый конь · c4 чёрная пешка · e4 белая пешка · c3 белая пешка · c2 белый король | f8 чёрный ферзь · c7 белая ладья · f6 чёрная пешка · b5 чёрный король · f5 белый конь · c4 чёрная пешка · e4 белая пешка · c3 белая пешка · c2 белый король | f8 чёрный ферзь · c7 белая ладья · f6 чёрная пешка · b5 чёрный король · f5 белый конь · c4 чёрная пешка · e4 белая пешка · c3 белая пешка · c2 белый король | f8 чёрный ферзь · c7 белая ладья · f6 чёрная пешка · b5 чёрный король · f5 белый конь · c4 чёрная пешка · e4 белая пешка · c3 белая пешка · c2 белый король | f8 чёрный ферзь · c7 белая ладья · f6 чёрная пешка · b5 чёрный король · f5 белый конь · c4 чёрная пешка · e4 белая пешка · c3 белая пешка · c2 белый король | f8 чёрный ферзь · c7 белая ладья · f6 чёрная пешка · b5 чёрный король · f5 белый конь · c4 чёрная пешка · e4 белая пешка · c3 белая пешка · c2 белый король | f8 чёрный ферзь · c7 белая ладья · f6 чёрная пешка · b5 чёрный король · f5 белый конь · c4 чёрная пешка · e4 белая пешка · c3 белая пешка · c2 белый король | f8 чёрный ферзь · c7 белая ладья · f6 чёрная пешка · b5 чёрный король · f5 белый конь · c4 чёрная пешка · e4 белая пешка · c3 белая пешка · c2 белый король | 5 |
| 4 | f8 чёрный ферзь · c7 белая ладья · f6 чёрная пешка · b5 чёрный король · f5 белый конь · c4 чёрная пешка · e4 белая пешка · c3 белая пешка · c2 белый король | f8 чёрный ферзь · c7 белая ладья · f6 чёрная пешка · b5 чёрный король · f5 белый конь · c4 чёрная пешка · e4 белая пешка · c3 белая пешка · c2 белый король | f8 чёрный ферзь · c7 белая ладья · f6 чёрная пешка · b5 чёрный король · f5 белый конь · c4 чёрная пешка · e4 белая пешка · c3 белая пешка · c2 белый король | f8 чёрный ферзь · c7 белая ладья · f6 чёрная пешка · b5 чёрный король · f5 белый конь · c4 чёрная пешка · e4 белая пешка · c3 белая пешка · c2 белый король | f8 чёрный ферзь · c7 белая ладья · f6 чёрная пешка · b5 чёрный король · f5 белый конь · c4 чёрная пешка · e4 белая пешка · c3 белая пешка · c2 белый король | f8 чёрный ферзь · c7 белая ладья · f6 чёрная пешка · b5 чёрный король · f5 белый конь · c4 чёрная пешка · e4 белая пешка · c3 белая пешка · c2 белый король | f8 чёрный ферзь · c7 белая ладья · f6 чёрная пешка · b5 чёрный король · f5 белый конь · c4 чёрная пешка · e4 белая пешка · c3 белая пешка · c2 белый король | f8 чёрный ферзь · c7 белая ладья · f6 чёрная пешка · b5 чёрный король · f5 белый конь · c4 чёрная пешка · e4 белая пешка · c3 белая пешка · c2 белый король | 4 |
| 3 | f8 чёрный ферзь · c7 белая ладья · f6 чёрная пешка · b5 чёрный король · f5 белый конь · c4 чёрная пешка · e4 белая пешка · c3 белая пешка · c2 белый король | f8 чёрный ферзь · c7 белая ладья · f6 чёрная пешка · b5 чёрный король · f5 белый конь · c4 чёрная пешка · e4 белая пешка · c3 белая пешка · c2 белый король | f8 чёрный ферзь · c7 белая ладья · f6 чёрная пешка · b5 чёрный король · f5 белый конь · c4 чёрная пешка · e4 белая пешка · c3 белая пешка · c2 белый король | f8 чёрный ферзь · c7 белая ладья · f6 чёрная пешка · b5 чёрный король · f5 белый конь · c4 чёрная пешка · e4 белая пешка · c3 белая пешка · c2 белый король | f8 чёрный ферзь · c7 белая ладья · f6 чёрная пешка · b5 чёрный король · f5 белый конь · c4 чёрная пешка · e4 белая пешка · c3 белая пешка · c2 белый король | f8 чёрный ферзь · c7 белая ладья · f6 чёрная пешка · b5 чёрный король · f5 белый конь · c4 чёрная пешка · e4 белая пешка · c3 белая пешка · c2 белый король | f8 чёрный ферзь · c7 белая ладья · f6 чёрная пешка · b5 чёрный король · f5 белый конь · c4 чёрная пешка · e4 белая пешка · c3 белая пешка · c2 белый король | f8 чёрный ферзь · c7 белая ладья · f6 чёрная пешка · b5 чёрный король · f5 белый конь · c4 чёрная пешка · e4 белая пешка · c3 белая пешка · c2 белый король | 3 |
| 2 | f8 чёрный ферзь · c7 белая ладья · f6 чёрная пешка · b5 чёрный король · f5 белый конь · c4 чёрная пешка · e4 белая пешка · c3 белая пешка · c2 белый король | f8 чёрный ферзь · c7 белая ладья · f6 чёрная пешка · b5 чёрный король · f5 белый конь · c4 чёрная пешка · e4 белая пешка · c3 белая пешка · c2 белый король | f8 чёрный ферзь · c7 белая ладья · f6 чёрная пешка · b5 чёрный король · f5 белый конь · c4 чёрная пешка · e4 белая пешка · c3 белая пешка · c2 белый король | f8 чёрный ферзь · c7 белая ладья · f6 чёрная пешка · b5 чёрный король · f5 белый конь · c4 чёрная пешка · e4 белая пешка · c3 белая пешка · c2 белый король | f8 чёрный ферзь · c7 белая ладья · f6 чёрная пешка · b5 чёрный король · f5 белый конь · c4 чёрная пешка · e4 белая пешка · c3 белая пешка · c2 белый король | f8 чёрный ферзь · c7 белая ладья · f6 чёрная пешка · b5 чёрный король · f5 белый конь · c4 чёрная пешка · e4 белая пешка · c3 белая пешка · c2 белый король | f8 чёрный ферзь · c7 белая ладья · f6 чёрная пешка · b5 чёрный король · f5 белый конь · c4 чёрная пешка · e4 белая пешка · c3 белая пешка · c2 белый король | f8 чёрный ферзь · c7 белая ладья · f6 чёрная пешка · b5 чёрный король · f5 белый конь · c4 чёрная пешка · e4 белая пешка · c3 белая пешка · c2 белый король | 2 |
| 1 | f8 чёрный ферзь · c7 белая ладья · f6 чёрная пешка · b5 чёрный король · f5 белый конь · c4 чёрная пешка · e4 белая пешка · c3 белая пешка · c2 белый король | f8 чёрный ферзь · c7 белая ладья · f6 чёрная пешка · b5 чёрный король · f5 белый конь · c4 чёрная пешка · e4 белая пешка · c3 белая пешка · c2 белый король | f8 чёрный ферзь · c7 белая ладья · f6 чёрная пешка · b5 чёрный король · f5 белый конь · c4 чёрная пешка · e4 белая пешка · c3 белая пешка · c2 белый король | f8 чёрный ферзь · c7 белая ладья · f6 чёрная пешка · b5 чёрный король · f5 белый конь · c4 чёрная пешка · e4 белая пешка · c3 белая пешка · c2 белый король | f8 чёрный ферзь · c7 белая ладья · f6 чёрная пешка · b5 чёрный король · f5 белый конь · c4 чёрная пешка · e4 белая пешка · c3 белая пешка · c2 белый король | f8 чёрный ферзь · c7 белая ладья · f6 чёрная пешка · b5 чёрный король · f5 белый конь · c4 чёрная пешка · e4 белая пешка · c3 белая пешка · c2 белый король | f8 чёрный ферзь · c7 белая ладья · f6 чёрная пешка · b5 чёрный король · f5 белый конь · c4 чёрная пешка · e4 белая пешка · c3 белая пешка · c2 белый король | f8 чёрный ферзь · c7 белая ладья · f6 чёрная пешка · b5 чёрный король · f5 белый конь · c4 чёрная пешка · e4 белая пешка · c3 белая пешка · c2 белый король | 1 |
|   | a | b | c | d | e | f | g | h |   |

Решение:

1. Лc7-c8! Фf8-a3

2. Кf5-d4+ Крb5-b6

3. Лc8-b8+ Крb6-c5

4. Лb8-b5+ Крc5-d6

5. Лb5-d5+ Крd6-e7

6. Лd5-a5! Фa3:a5

7. Кd4-c6+ с выигрышем.
|   | a | b | c | d | e | f | g | h |   |
| - | --- | --- | --- | --- | --- | --- | --- | --- | - |
| 8 | a8 чёрный слон · h7 чёрный король · e6 белый король · g6 чёрная пешка · g5 белая пешка · h4 белая пешка · c3 белый конь · f3 чёрный конь · b1 белый слон | a8 чёрный слон · h7 чёрный король · e6 белый король · g6 чёрная пешка · g5 белая пешка · h4 белая пешка · c3 белый конь · f3 чёрный конь · b1 белый слон | a8 чёрный слон · h7 чёрный король · e6 белый король · g6 чёрная пешка · g5 белая пешка · h4 белая пешка · c3 белый конь · f3 чёрный конь · b1 белый слон | a8 чёрный слон · h7 чёрный король · e6 белый король · g6 чёрная пешка · g5 белая пешка · h4 белая пешка · c3 белый конь · f3 чёрный конь · b1 белый слон | a8 чёрный слон · h7 чёрный король · e6 белый король · g6 чёрная пешка · g5 белая пешка · h4 белая пешка · c3 белый конь · f3 чёрный конь · b1 белый слон | a8 чёрный слон · h7 чёрный король · e6 белый король · g6 чёрная пешка · g5 белая пешка · h4 белая пешка · c3 белый конь · f3 чёрный конь · b1 белый слон | a8 чёрный слон · h7 чёрный король · e6 белый король · g6 чёрная пешка · g5 белая пешка · h4 белая пешка · c3 белый конь · f3 чёрный конь · b1 белый слон | a8 чёрный слон · h7 чёрный король · e6 белый король · g6 чёрная пешка · g5 белая пешка · h4 белая пешка · c3 белый конь · f3 чёрный конь · b1 белый слон | 8 |
| 7 | a8 чёрный слон · h7 чёрный король · e6 белый король · g6 чёрная пешка · g5 белая пешка · h4 белая пешка · c3 белый конь · f3 чёрный конь · b1 белый слон | a8 чёрный слон · h7 чёрный король · e6 белый король · g6 чёрная пешка · g5 белая пешка · h4 белая пешка · c3 белый конь · f3 чёрный конь · b1 белый слон | a8 чёрный слон · h7 чёрный король · e6 белый король · g6 чёрная пешка · g5 белая пешка · h4 белая пешка · c3 белый конь · f3 чёрный конь · b1 белый слон | a8 чёрный слон · h7 чёрный король · e6 белый король · g6 чёрная пешка · g5 белая пешка · h4 белая пешка · c3 белый конь · f3 чёрный конь · b1 белый слон | a8 чёрный слон · h7 чёрный король · e6 белый король · g6 чёрная пешка · g5 белая пешка · h4 белая пешка · c3 белый конь · f3 чёрный конь · b1 белый слон | a8 чёрный слон · h7 чёрный король · e6 белый король · g6 чёрная пешка · g5 белая пешка · h4 белая пешка · c3 белый конь · f3 чёрный конь · b1 белый слон | a8 чёрный слон · h7 чёрный король · e6 белый король · g6 чёрная пешка · g5 белая пешка · h4 белая пешка · c3 белый конь · f3 чёрный конь · b1 белый слон | a8 чёрный слон · h7 чёрный король · e6 белый король · g6 чёрная пешка · g5 белая пешка · h4 белая пешка · c3 белый конь · f3 чёрный конь · b1 белый слон | 7 |
| 6 | a8 чёрный слон · h7 чёрный король · e6 белый король · g6 чёрная пешка · g5 белая пешка · h4 белая пешка · c3 белый конь · f3 чёрный конь · b1 белый слон | a8 чёрный слон · h7 чёрный король · e6 белый король · g6 чёрная пешка · g5 белая пешка · h4 белая пешка · c3 белый конь · f3 чёрный конь · b1 белый слон | a8 чёрный слон · h7 чёрный король · e6 белый король · g6 чёрная пешка · g5 белая пешка · h4 белая пешка · c3 белый конь · f3 чёрный конь · b1 белый слон | a8 чёрный слон · h7 чёрный король · e6 белый король · g6 чёрная пешка · g5 белая пешка · h4 белая пешка · c3 белый конь · f3 чёрный конь · b1 белый слон | a8 чёрный слон · h7 чёрный король · e6 белый король · g6 чёрная пешка · g5 белая пешка · h4 белая пешка · c3 белый конь · f3 чёрный конь · b1 белый слон | a8 чёрный слон · h7 чёрный король · e6 белый король · g6 чёрная пешка · g5 белая пешка · h4 белая пешка · c3 белый конь · f3 чёрный конь · b1 белый слон | a8 чёрный слон · h7 чёрный король · e6 белый король · g6 чёрная пешка · g5 белая пешка · h4 белая пешка · c3 белый конь · f3 чёрный конь · b1 белый слон | a8 чёрный слон · h7 чёрный король · e6 белый король · g6 чёрная пешка · g5 белая пешка · h4 белая пешка · c3 белый конь · f3 чёрный конь · b1 белый слон | 6 |
| 5 | a8 чёрный слон · h7 чёрный король · e6 белый король · g6 чёрная пешка · g5 белая пешка · h4 белая пешка · c3 белый конь · f3 чёрный конь · b1 белый слон | a8 чёрный слон · h7 чёрный король · e6 белый король · g6 чёрная пешка · g5 белая пешка · h4 белая пешка · c3 белый конь · f3 чёрный конь · b1 белый слон | a8 чёрный слон · h7 чёрный король · e6 белый король · g6 чёрная пешка · g5 белая пешка · h4 белая пешка · c3 белый конь · f3 чёрный конь · b1 белый слон | a8 чёрный слон · h7 чёрный король · e6 белый король · g6 чёрная пешка · g5 белая пешка · h4 белая пешка · c3 белый конь · f3 чёрный конь · b1 белый слон | a8 чёрный слон · h7 чёрный король · e6 белый король · g6 чёрная пешка · g5 белая пешка · h4 белая пешка · c3 белый конь · f3 чёрный конь · b1 белый слон | a8 чёрный слон · h7 чёрный король · e6 белый король · g6 чёрная пешка · g5 белая пешка · h4 белая пешка · c3 белый конь · f3 чёрный конь · b1 белый слон | a8 чёрный слон · h7 чёрный король · e6 белый король · g6 чёрная пешка · g5 белая пешка · h4 белая пешка · c3 белый конь · f3 чёрный конь · b1 белый слон | a8 чёрный слон · h7 чёрный король · e6 белый король · g6 чёрная пешка · g5 белая пешка · h4 белая пешка · c3 белый конь · f3 чёрный конь · b1 белый слон | 5 |
| 4 | a8 чёрный слон · h7 чёрный король · e6 белый король · g6 чёрная пешка · g5 белая пешка · h4 белая пешка · c3 белый конь · f3 чёрный конь · b1 белый слон | a8 чёрный слон · h7 чёрный король · e6 белый король · g6 чёрная пешка · g5 белая пешка · h4 белая пешка · c3 белый конь · f3 чёрный конь · b1 белый слон | a8 чёрный слон · h7 чёрный король · e6 белый король · g6 чёрная пешка · g5 белая пешка · h4 белая пешка · c3 белый конь · f3 чёрный конь · b1 белый слон | a8 чёрный слон · h7 чёрный король · e6 белый король · g6 чёрная пешка · g5 белая пешка · h4 белая пешка · c3 белый конь · f3 чёрный конь · b1 белый слон | a8 чёрный слон · h7 чёрный король · e6 белый король · g6 чёрная пешка · g5 белая пешка · h4 белая пешка · c3 белый конь · f3 чёрный конь · b1 белый слон | a8 чёрный слон · h7 чёрный король · e6 белый король · g6 чёрная пешка · g5 белая пешка · h4 белая пешка · c3 белый конь · f3 чёрный конь · b1 белый слон | a8 чёрный слон · h7 чёрный король · e6 белый король · g6 чёрная пешка · g5 белая пешка · h4 белая пешка · c3 белый конь · f3 чёрный конь · b1 белый слон | a8 чёрный слон · h7 чёрный король · e6 белый король · g6 чёрная пешка · g5 белая пешка · h4 белая пешка · c3 белый конь · f3 чёрный конь · b1 белый слон | 4 |
| 3 | a8 чёрный слон · h7 чёрный король · e6 белый король · g6 чёрная пешка · g5 белая пешка · h4 белая пешка · c3 белый конь · f3 чёрный конь · b1 белый слон | a8 чёрный слон · h7 чёрный король · e6 белый король · g6 чёрная пешка · g5 белая пешка · h4 белая пешка · c3 белый конь · f3 чёрный конь · b1 белый слон | a8 чёрный слон · h7 чёрный король · e6 белый король · g6 чёрная пешка · g5 белая пешка · h4 белая пешка · c3 белый конь · f3 чёрный конь · b1 белый слон | a8 чёрный слон · h7 чёрный король · e6 белый король · g6 чёрная пешка · g5 белая пешка · h4 белая пешка · c3 белый конь · f3 чёрный конь · b1 белый слон | a8 чёрный слон · h7 чёрный король · e6 белый король · g6 чёрная пешка · g5 белая пешка · h4 белая пешка · c3 белый конь · f3 чёрный конь · b1 белый слон | a8 чёрный слон · h7 чёрный король · e6 белый король · g6 чёрная пешка · g5 белая пешка · h4 белая пешка · c3 белый конь · f3 чёрный конь · b1 белый слон | a8 чёрный слон · h7 чёрный король · e6 белый король · g6 чёрная пешка · g5 белая пешка · h4 белая пешка · c3 белый конь · f3 чёрный конь · b1 белый слон | a8 чёрный слон · h7 чёрный король · e6 белый король · g6 чёрная пешка · g5 белая пешка · h4 белая пешка · c3 белый конь · f3 чёрный конь · b1 белый слон | 3 |
| 2 | a8 чёрный слон · h7 чёрный король · e6 белый король · g6 чёрная пешка · g5 белая пешка · h4 белая пешка · c3 белый конь · f3 чёрный конь · b1 белый слон | a8 чёрный слон · h7 чёрный король · e6 белый король · g6 чёрная пешка · g5 белая пешка · h4 белая пешка · c3 белый конь · f3 чёрный конь · b1 белый слон | a8 чёрный слон · h7 чёрный король · e6 белый король · g6 чёрная пешка · g5 белая пешка · h4 белая пешка · c3 белый конь · f3 чёрный конь · b1 белый слон | a8 чёрный слон · h7 чёрный король · e6 белый король · g6 чёрная пешка · g5 белая пешка · h4 белая пешка · c3 белый конь · f3 чёрный конь · b1 белый слон | a8 чёрный слон · h7 чёрный король · e6 белый король · g6 чёрная пешка · g5 белая пешка · h4 белая пешка · c3 белый конь · f3 чёрный конь · b1 белый слон | a8 чёрный слон · h7 чёрный король · e6 белый король · g6 чёрная пешка · g5 белая пешка · h4 белая пешка · c3 белый конь · f3 чёрный конь · b1 белый слон | a8 чёрный слон · h7 чёрный король · e6 белый король · g6 чёрная пешка · g5 белая пешка · h4 белая пешка · c3 белый конь · f3 чёрный конь · b1 белый слон | a8 чёрный слон · h7 чёрный король · e6 белый король · g6 чёрная пешка · g5 белая пешка · h4 белая пешка · c3 белый конь · f3 чёрный конь · b1 белый слон | 2 |
| 1 | a8 чёрный слон · h7 чёрный король · e6 белый король · g6 чёрная пешка · g5 белая пешка · h4 белая пешка · c3 белый конь · f3 чёрный конь · b1 белый слон | a8 чёрный слон · h7 чёрный король · e6 белый король · g6 чёрная пешка · g5 белая пешка · h4 белая пешка · c3 белый конь · f3 чёрный конь · b1 белый слон | a8 чёрный слон · h7 чёрный король · e6 белый король · g6 чёрная пешка · g5 белая пешка · h4 белая пешка · c3 белый конь · f3 чёрный конь · b1 белый слон | a8 чёрный слон · h7 чёрный король · e6 белый король · g6 чёрная пешка · g5 белая пешка · h4 белая пешка · c3 белый конь · f3 чёрный конь · b1 белый слон | a8 чёрный слон · h7 чёрный король · e6 белый король · g6 чёрная пешка · g5 белая пешка · h4 белая пешка · c3 белый конь · f3 чёрный конь · b1 белый слон | a8 чёрный слон · h7 чёрный король · e6 белый король · g6 чёрная пешка · g5 белая пешка · h4 белая пешка · c3 белый конь · f3 чёрный конь · b1 белый слон | a8 чёрный слон · h7 чёрный король · e6 белый король · g6 чёрная пешка · g5 белая пешка · h4 белая пешка · c3 белый конь · f3 чёрный конь · b1 белый слон | a8 чёрный слон · h7 чёрный король · e6 белый король · g6 чёрная пешка · g5 белая пешка · h4 белая пешка · c3 белый конь · f3 чёрный конь · b1 белый слон | 1 |
|   | a | b | c | d | e | f | g | h |   |

Решение:
1. h5! К:g5+ (1...Крg7 2.h6+ Крh7 3. Крf6 Кh4 4. Ke2 Сc6 5. Кf4 Сe8 6. Сc2 цугцванг)

2. Крf6 Ке4+!!

3. К:e4 gh

4. Кg5+ Крh8 (4...Крg8 5. Сa2+ Крh8 6. Крf7 и 7. Крf8 с матом)

5. Сa2! (угрожая тем же маршем короля на f8) Сb7

6. Крf7 Сa6

7. Крf8 Сd3

8. Сg8! Сg6

9. Сh7!! с выигрышем.

## Книги
- Брон В. А. Избранные этюды и задачи. — М.: Физкультура и спорт, 1969. — 144 с.